# Forêts claires à Acacia et Baikiaea du Kalahari
Localisation
Les forêts claires à Acacia et Baikiaea du Kalahari sont une écorégion située au Botswana, au nord de la Namibie, en Afrique du Sud et au Zimbabwe.

## Géologie
Ces forêts claires couvrent le centre de l'Afrique australe, du nord de la Namibie en diagonale jusqu'au sud-est du Botswana et juste dans le Bloc de Tuli (en) en Afrique du Sud. Au Botswana, une autre zone s'étend du nord du delta de l'Okavango au pan de Makgadikgadi en direction de la frontière du parc national de Chobe, puis à l'est de la frontière avec le Zimbabwe. Ces zones sont sableuses semi-arides avec peu d'eau de surface. Les sécheresses se produisent environ tous les sept ans. Les précipitations, lorsqu'elles se produisent, ont lieu principalement en été, d'octobre à mars.

## Faune et flore

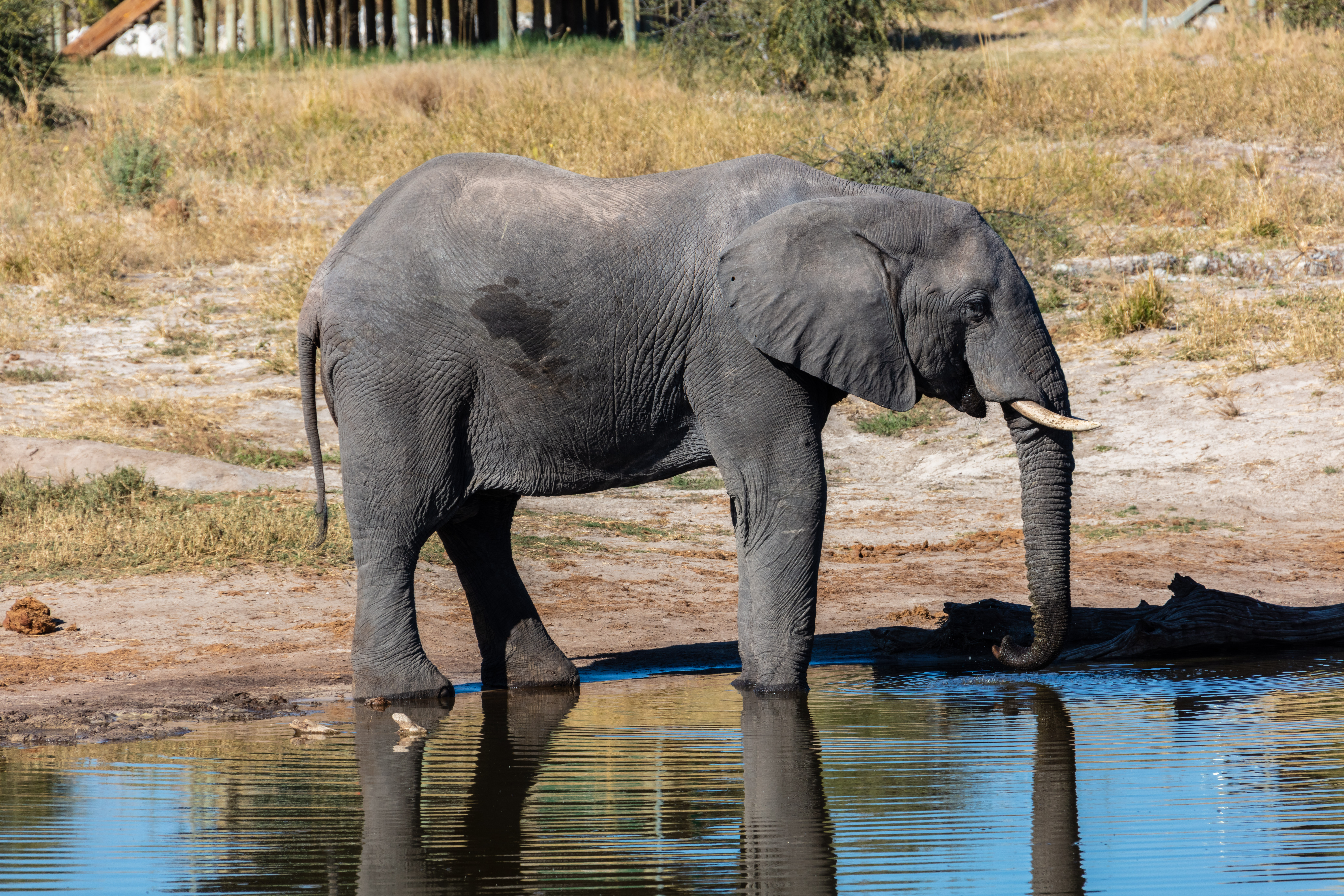
Éléphant au Kalahari.

La flore dépend de la disponibilité de l'eau. La partie nord, à l'ouest du delta de l'Okavango et jusqu'en Namibie, jouit d'un climat plus humide et la forêt de Baikiaea plurijuga avec une savane arbustive domine. Dans les régions de Hardveld (zones rocheuses au Botswana) au sud, le climat devient plus aride et les plantes sont dominées par l'Acacia xérophyte.
La faune comprend les rhinocéros blancs et noirs. Les lycaons et les éléphants sont également remarquables. Parmi les grands mammifères qui migrent dans la région, on trouve le gnou bleu (Connochaetes taurinus), l'Éland (Taurotragus oryx), le Zèbre des plaines (Equus burchellii), le Buffle d'Afrique (Syncerus caffer) et l'Bubale caama (Alcelaphus caama). La région est riche en oiseaux, dont l'endémique Calao de Bradfield (Lophoceros bradfieldi).

## Menaces et protection
Les problèmes auxquels est confrontée la région sont la faible population humaine mais croissante et l'augmentation de l'élevage bovin. Les mouvements annuels des grands herbivores sont maintenant stoppés par des clôtures de contrôle vétérinaires destinées à lutter contre la fièvre aphteuse chez les bovins, ce qui a des effets dévastateurs sur leur capacité à se déplacer vers des sources d’eau en période de sécheresse. La chasse commerciale est un élément majeur du tourisme dans la région mais la chasse illégale représente la principale menace pour la faune. Les zones protégées de la région incluent la réserve de chasse du Kalahari central au Botswana, le parc national de Khaudom en Namibie et le parc national de Nxai Pan, mais il existe peu de protection dans la région de Hardveld au sud de l'écorégion. La mine de diamants d'Orapa se trouve au centre de la région mais ne représente pas une menace pour la faune.